# Vicențiu Bugariu
Vicențiu Bugariu (n. 4 aprilie 1908 în comuna Lunga, județul Timiș-Torontal – d. 29 martie 1932, în Timișoara) a fost un publicist și istoric român, preocupat de figurile culturale importante ale Banatului.
A fost redactor și colaborator la ziarul Vestul din Timișoara, secretar al Sindicatului pentru Organizarea Exportului de Animale din Timișoara, funcționar la Biblioteca Academiei din București.

## Biografie
Vicențiu Bugariu s-a născut în comuna bănățeană Lunga, județul Timiș-Torontal, în familia țăranului Nicolae Bugariu.
A absolvit Liceul Moise Nicoară din Arad și a urmat apoi cursuri de drept, litere și filozofie la Universitatea din București. 
A murit prematur, în urma unei endocardite acute. 

## Opera

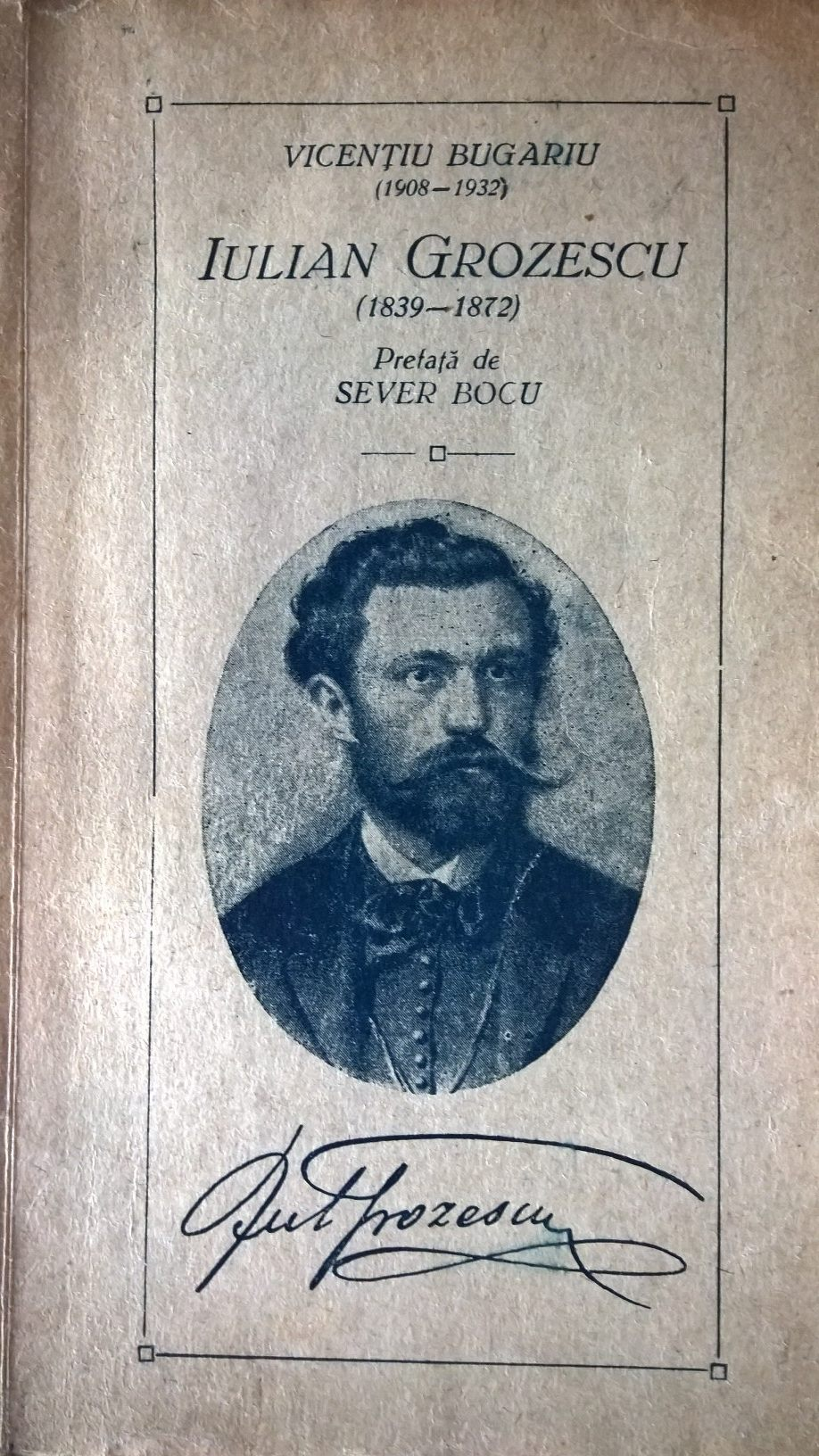

- „Călătoria contelui Demidoff în Banat în 1837”, extras din „Analele Banatului”, anul I, nr. 1. fasciculul 4, 1930, Timișoara, 25 pagini, 4 reproduceri.
- „Banatul de altă dată, 1819-1826”, extras din „Analele Banatului”, extras din „Analele Banatului”, fasciculul 7, 1931, Timișoara, 60 pagini, 30 reproduceri.
- „Iulian Grozescu (1839 – 18972)”, cu o prefață de Sever Bocu, 80 pagini, 3 reproduceri, Editura Aurel Bugariu, Timișoara, 1941.
- „Figuri bănățene”, cu o prefață de P. Nemoianu, 112 pagini, Editura Aurel Bugariu, Timișoara, 1942.